# Isaac Ouwater
Isaac Ouwater ou Isaak Ouwater ou Isaac Ouwater de Jonge, est un peintre et dessinateur néerlandais né à Amsterdam en 1748 et mort dans la même ville en 1793.

## Biographie
Isaac Ouwater est le fils d'Isaac Ouwater et de Margaretha van den Berg. 
Il est baptisé à l'Amstelkerk (en) à Amsterdam le 31 juillet 1748, et ses parents se marient en 1751. De 1752 à 1754, la famille vit à La Haye.
Le père d’Isaac est un peintre de paysages et de natures mortes et Isaac a probablement d'abord étudié avec son père, mais il s'est spécialisé dans les paysages urbains topographiquement précis.
Isaac Ouwater vit et travaille principalement à Amsterdam. En 1772, il épouse Anna Louisa Charlotte Dorensia ; ils ont six enfants.
Isaac  Ouwater meurt en 1793 et a été inhumé le 4 mars au cimetière de la Nouvelle église d'Amsterdam.

## Œuvre
Le genre des paysages urbains topographiques a pris forme au Siècle d'or néerlandais, dans la seconde moitié du XVIIe siècle aux Pays-Bas, au moment où les riches citadins sont devenus fiers des villes élégantes qu’ils avaient créées. Au XVIIIe siècle, la position des Provinces-Unies en Europe avait été réduite à une position modeste, mais la fierté du passé demeurait. Avec Jan Ekels Ier, Ouwater maintient à un niveau élevé cette tradition du paysage urbain peint.
- La Westerkerk, Amsterdam, 1778, Musée des beaux-arts du Canada[2].
- Vue de l'Overtoom à Amsterdam, avec le Kosteverloren Wetering à gauche, pendant de la Vue du Polderhuis, 1778, huile sur panneau, 23 × 28 cm, localisation inconnue[3].
- Vue du Polderhuis à la Weteringpoort à Amsterdam, pendant de la Vue de l'Overtoom, 1778, huile sur panneau, 23 × 28 cm, localisation inconnue[4].
- Librairie et bureau de loterie de Jan de Groot à la Kalverstraat à Amsterdam, 1779, huile sur toile, 38 × 33 cm, Amsterdam, Rijksmuseum[5].
- Le Stadhuisbrug et ses environs à Utrecht, 1779, huile sur toile, 53 × 65 cm, Utrecht, Centraal Museum[6].
- La Nieuwe Kerk et l'hôtel de ville sur le barrage d'Amsterdam, 1780-1790, huile sur toile, 59 × 173 cm, Amsterdam, Rijksmuseum[7].
- La Maison des poids Saint Antoine à Amsterdam, 1780-1790, huile sur toile, 60 × 174 cm, Amsterdam, Rijksmuseum[7].
- Le Herengracht au coin du Leidsegracht, 1783, huile sur toile, 48 × 62 cm, musée d'Amsterdam[8].
- Le Kloveniersburgwal à Amsterdam surplombant le St. Anthoniuswaag, 1783, huile sur toile, 48 × 62 cm, musée d'Amsterdam[9].
- Le Village Grosthuizen près de Hoorn, 1785, huile sur toile, 40 × 45 cm, localisation inconnue[10].
- Amsterdam, vue sur le Keizersgracht depuis le Westermarkt, 1787, huile sur toile, 62 × 77 cm, localisation inconnue[11].
- Vue de la Keetpoort et du Kaaipoort à Edam, pendant de la Vue du Purmerpoort, huile sur panneau, 34 × 43 cm, musée d'Edam (Pays-Bas)[12].
- Vue de Purmerpoort et de la porte Monnikendam à Edam, pendant de la Vue de la Keetpoort, huile sur panneau, 34 × 43 cm, musée d'Edam (Pays-Bas)[13].

Œuvres d'Isaac Ouwater
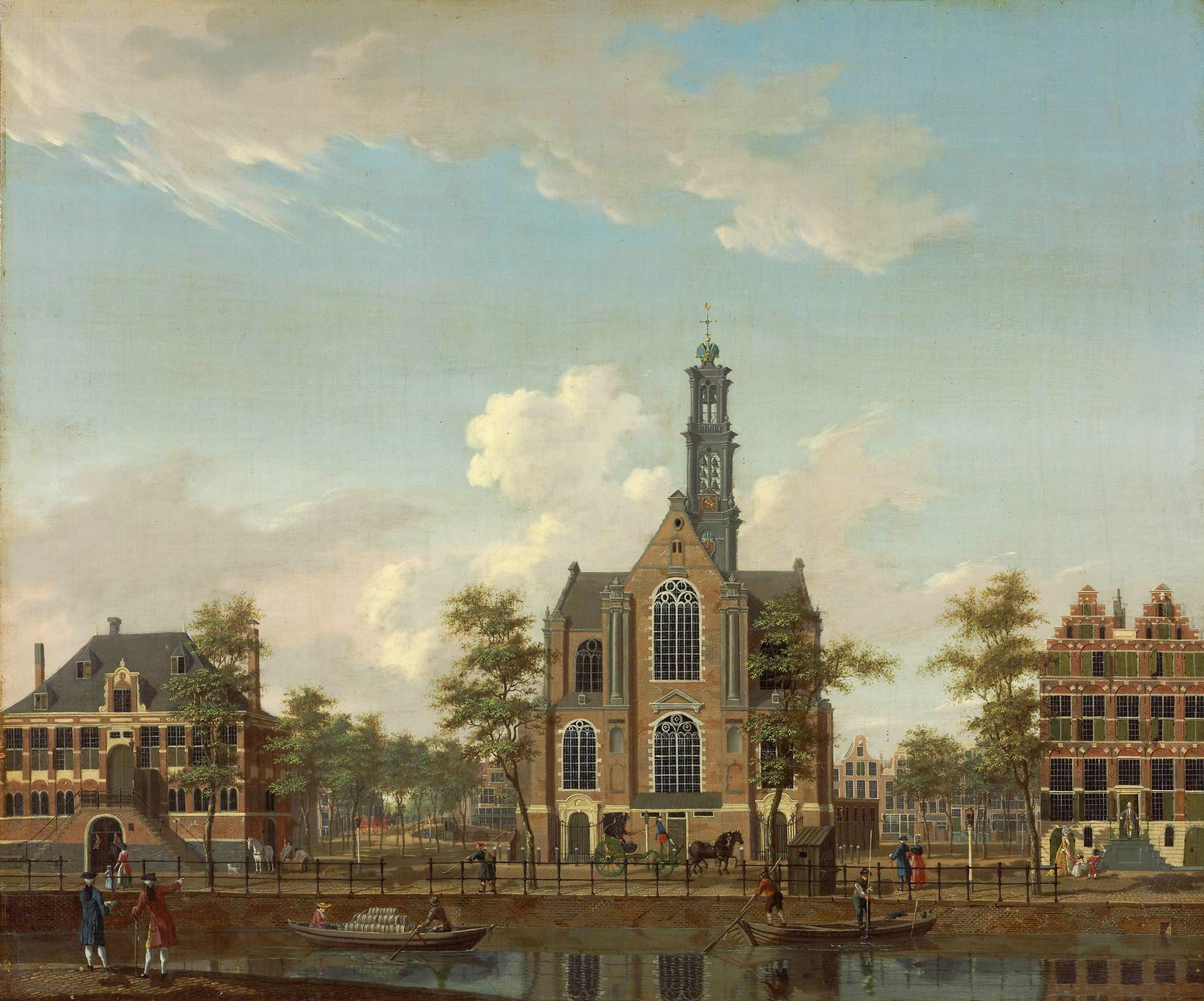
La Westerkerk, Amsterdam, 1778, Ottawa, Musée des beaux-arts du Canada.
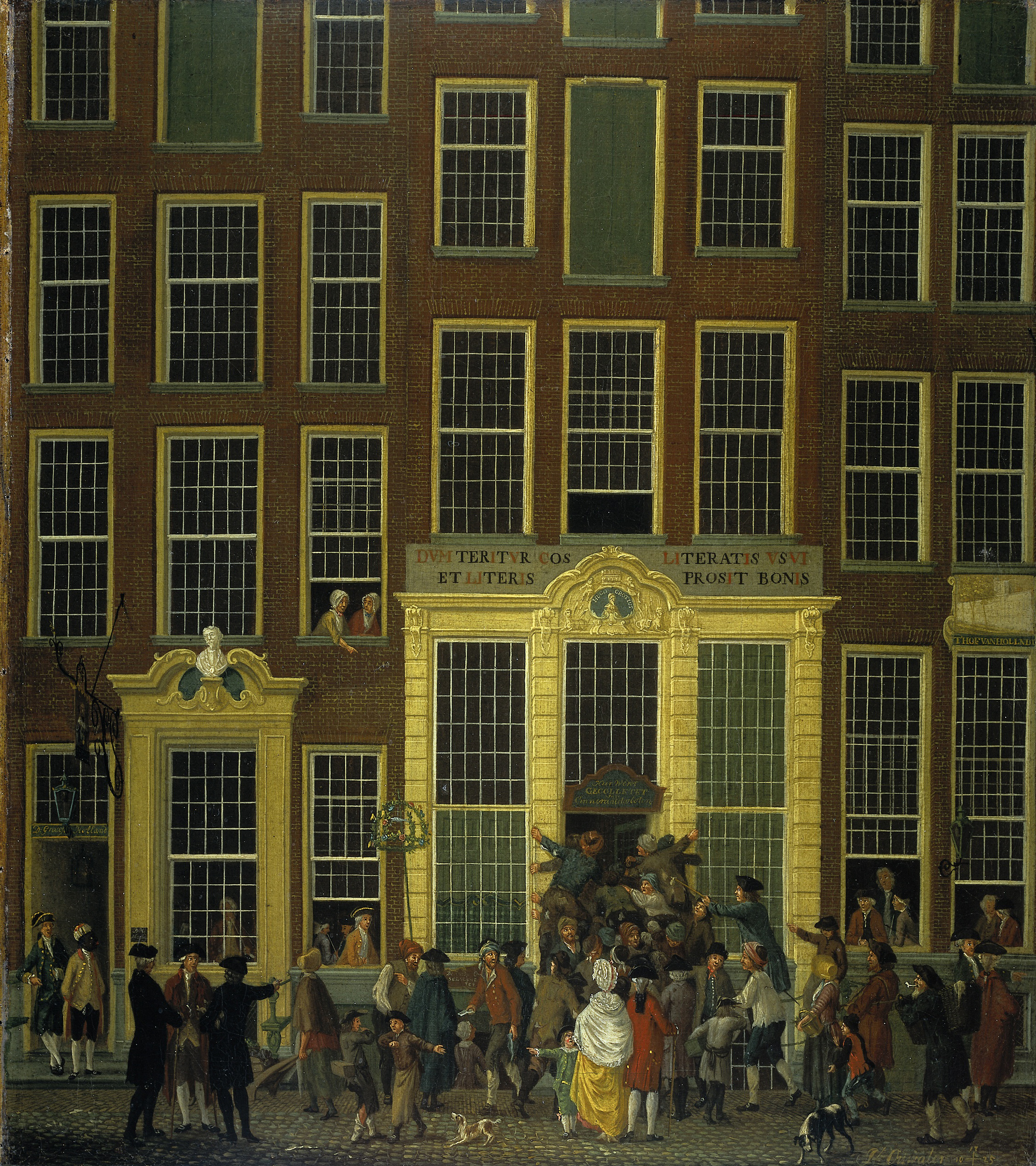
Bureau de loterie, 1779, Amsterdam, Rijksmuseum.
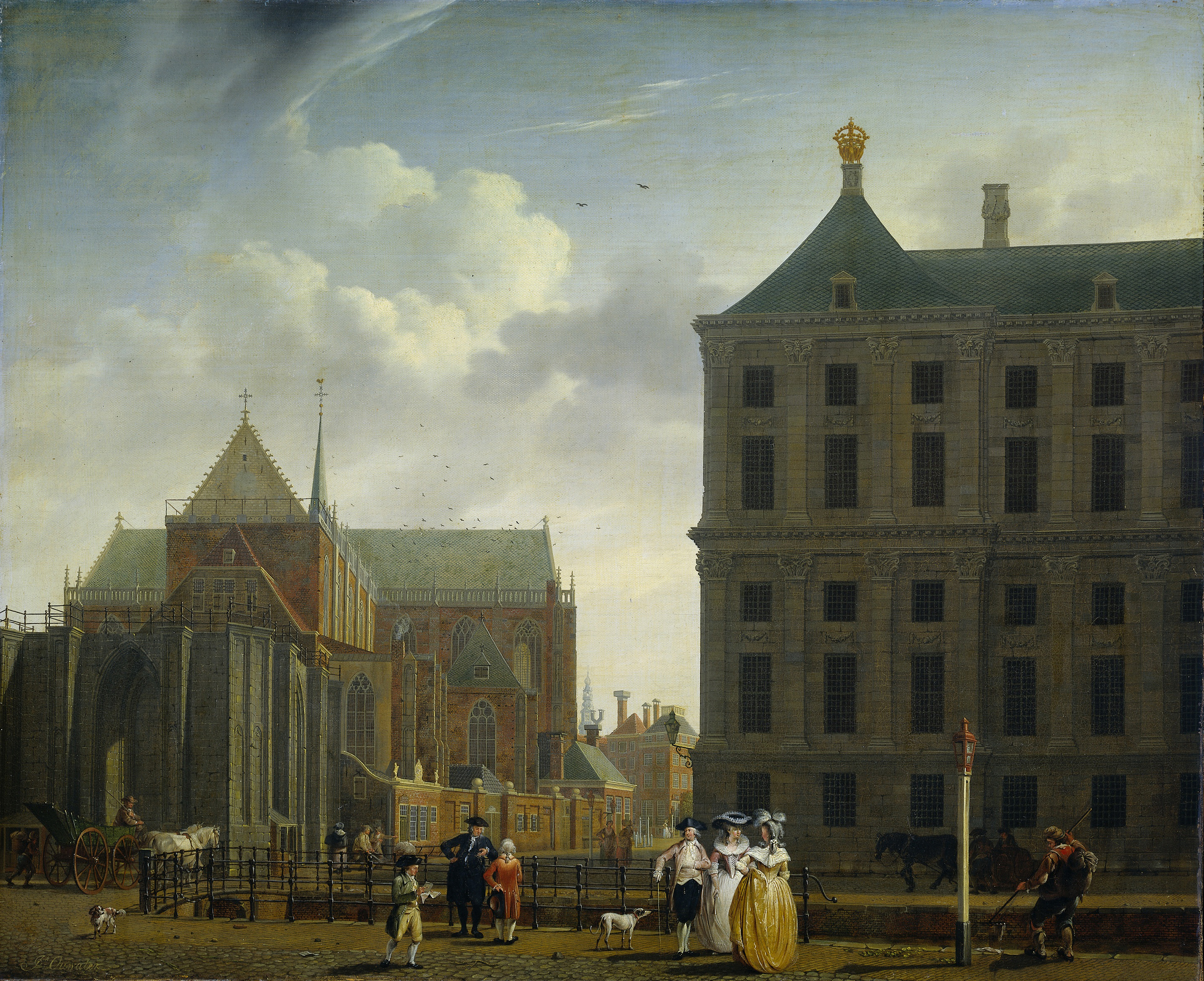
La Nieuwe Kerk, 1780-1790, Amsterdam, Rijksmuseum.
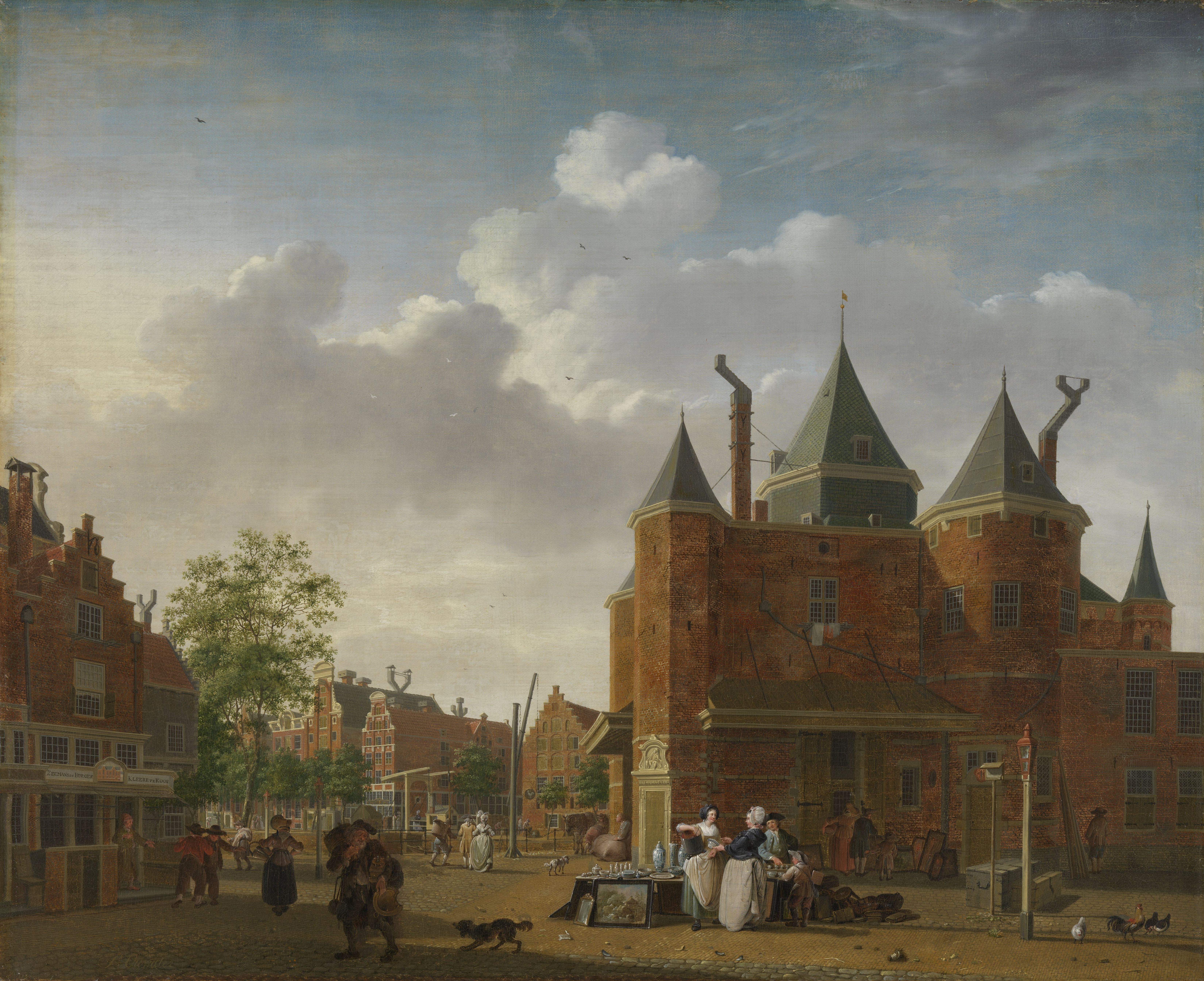
La Maison des poids Saint-Antoine, 1780-1790, Amsterdam, Rijksmuseum.
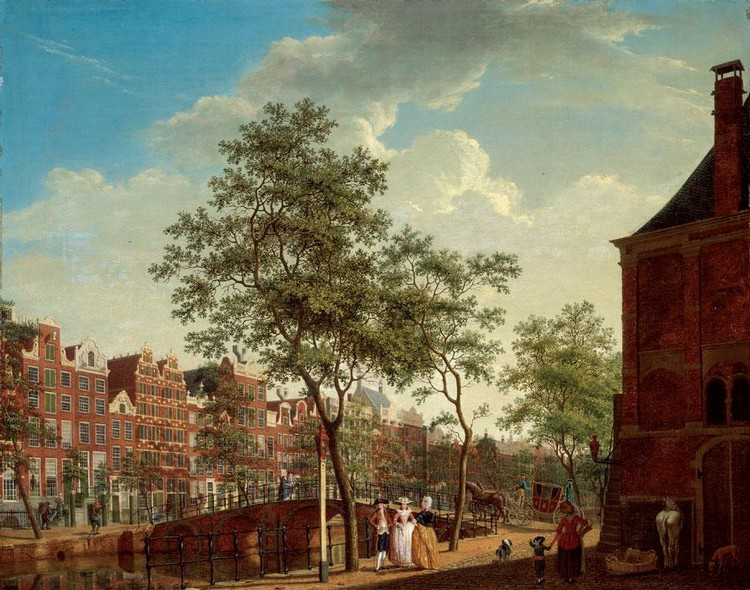
Vue sur le Keizersgracht, 1787, localisation inconnue.